# (10089) Turgot
(10089) Turgot es un asteroide que forma parte del cinturón de asteroides y fue descubierto el 22 de septiembre de 1990 por Eric Walter Elst desde el Observatorio de La Silla, Chile.

## Designación y nombre
Turgot recibió al principio la designación de 1990 SS9.
Posteriormente, en 1999, se nombró en honor del político y economista francés Anne Robert Jacques Turgot, barón de Laune (1727-1781).

## Características orbitales
Turgot está situado a una distancia media del Sol de 2,377 ua, pudiendo acercarse hasta 1,904 ua y alejarse hasta 2,851 ua. Tiene una excentricidad de 0,1993 y una inclinación orbital de 3,323 grados. Emplea 1339 días en completar una órbita alrededor del Sol. El movimiento de Turgot sobre el fondo estelar es de 0,2689 grados por día.

## Características físicas
La magnitud absoluta de Turgot es 14.